# De madera
De madera es el tercer álbum del cantautor boliviano Raúl Ybarnegaray, grabado solamente con una guitarra y una voz, editado independientemente en 2005. Las 10 canciones que forman su repertorio reflejan un ambiente musical austero y una temática con carácter introspectivo.

## Lista de canciones
Todas las canciones escritas y compuestas por Raúl Ybarnegaray. 
| N.º | Título                | Duración |  |
| 1.  | «Búscame»             | 2:52     |  |
| 2.  | «Muchas veces»        | 2:50     |  |
| 3.  | «De ti, en adelante»  | 2:45     |  |
| 4.  | «Mirada al horizonte» | 3:00     |  |
| 5.  | «Compromiso»          | 4:03     |  |
| 6.  | «Debajo de las nubes» | 2:46     |  |
| 7.  | «Repaso de tiempo»    | 4:51     |  |
| 8.  | «Máscaras»            | 4:37     |  |
| 9.  | «Al borde»            | 3:16     |  |
| 10. | «Domingo»             | 2:30     |  |

## Créditos
- Guitarra y voz: Raúl Ybarnegaray
- Grabación, mezcla y masterización: Edwin Valdez Linares
- Diseño gráfico: Francisco Cortés
- Producción y dirección general: Raúl Ybarnegaray
- Grabado en Cochabamba - Bolivia en 2005

## Detalles
Este álbum en formato CD salió a la venta con 8 canciones (como bonus tracks en formato MP3). Estas canciones son: "Cuestión de voluntad", "Plegaria", "Énfasis", "Aire de momentos", "Gaëlle", "Apreciaciones", "Junio" y "Pequeña muestra". Todas ellas, escritas en letra y música por Raúl Ybarnegaray, excepto "Gaëlle", una pieza musical compuesta por Christian Buss.

### Curiosidades
Las canciones que más se promocionaron de este álbum fueron: "Búscame", "Compromiso" y "Máscaras. De las cuales "Compromiso" fue la primera de toda la obra musical de Raúl Ybarnegaray hasta ese momento, en tener un videoclip oficial, cuya producción estuvo a cargo del cineasta Álvaro Olmos.
En el caso de "Aire de momentos", esa versión en vivo (cantada a dúo junto a Yalo Cuellar) sería la primera versión conocida públicamente. Luego, años después, formaría parte del disco Falsas jerarquías.